# Nazionale maschile di calcio della Grecia
La nazionale di calcio della Grecia (greco: εθνική ομάδα ποδοσφαίρου της Ελλάδας, ethnikì omada podosferou tis Elladas) è la rappresentativa calcistica maschile della Grecia ed è posta sotto l'egida della federazione ellenica.
La Grecia esordì nella fase finale di un grande torneo internazionale in occasione del campionato d'Europa 1980. Laureatasi campione d'Europa nel 2004, conta una partecipazione alla Confederations Cup (nel 2005) e tre presenze alla fase finale del campionato mondiale (1994, 2010 e 2014), in cui il miglior risultato sono gli ottavi di finale, raggiunti nel 2014. Anche se fino al 2004 gli ellenici contavano una sola partecipazione al mondiale ed una sola all'europeo, dal 2004 al 2014 si sono qualificati alla fase finale di tutte le competizioni mondiali o continentali, tranne che per il campionato del mondo 2006.
Il miglior piazzamento della Grecia nella classifica mondiale della FIFA è l'8º posto, raggiunto nella primavera del 2008 e nell'autunno del 2011; il peggiore è, invece, il 66º posto, toccato nel settembre del 1998. Attualmente occupa la 40ª posizione della graduatoria.

## Storia

### Gli esordi e il lungo limbo
La nazionale greca fece il suo esordio nel 1906 ai Giochi olimpici intermedi di Atene. Nel 1919 partecipò ai Giochi Interalleati, organizzati a Parigi dopo la fine della prima guerra mondiale, e poi al torneo olimpico di Anversa 1920, prima edizione riconosciuta come ufficiale dalla FIFA. In questi anni una figura chiave fu quella di Giōrgos Kalafatīs, giocatore e poi allenatore della squadra.
La federazione calcistica della Grecia si affiliò alla FIFA soltanto nel 1926. Nei decenni seguenti la nazionale greca non conseguì alcun risultato di rilievo, anche a causa dei problemi socio-economici del paese prima e dopo la seconda guerra mondiale. Fino agli anni '60 gli ellenici rimasero, infatti, ai margini della scena calcistica, al pari delle vicine squadre cipriota e maltese (con le quali sussiste un'accesa rivalità).
Soltanto l'apertura agli allenatori stranieri diede un impulso al calcio greco, nonostante i risultati rimanessero mediocri. La Grecia andò vicina alla qualificazione al campionato del mondo 1970. La compagine, che annoverava alcuni tra i migliori calciatori greci di ogni epoca quali Dīmītrīs Domazos, Giōrgos Siderīs, Giōrgos Koudas e Mimis Papaioannou, si piazzò seconda nel suo girone di qualificazione, a un solo punto dalla Romania.

### Anni 1980 e 1990: Euro '80 e USA '94

La Grecia all'esordio nella fase finale di un europeo, a

Il primo traguardo di rilievo fu la qualificazione al campionato d'Europa 1980, ottenuta davanti all'Unione Sovietica e all'Ungheria. Allenata da Panagoulias, la Grecia si presentò al torneo - ospitato dall'Italia - come la possibile rivelazione, dopo aver vinto il proprio il girone di qualificazione contro avversarie molto quotate, Unione Sovietica e Ungheria. Nella fase finale uscì, però, al primo turno, collezionando due sconfitte (1-0 con Paesi Bassi e 3-1 con la Cecoslovacchia) e un pareggio a reti inviolate contro la Germania Ovest, poi vincitrice del titolo.
Dopo la partecipazione al campionato d'Europa del 1980, si verificò una lunga assenza della Grecia dal palcoscenico internazionale di rilievo, interrotta con la qualificazione al campionato del mondo 1994 negli Stati Uniti d'America: gli ellenici ci arrivarono da primi classificati nel proprio girone eliminatorio, battendo e superando all'ultima giornata, il 17 novembre 1993 ad Atene, la Russia (anch'essa qualificata) con gol del ventenne Nikos Machlas e non patendo alcuna sconfitta. Dal 1992 l'allenatore era di nuovo il sopraccitato Alketas Panagoulias, già CT della nazionale nei periodi 1973-1976 e 1977-1981.
Come nel 1980, anche nel 1994 il cammino dei greci nella fase finale non andò oltre i gironi. La Grecia perse tutti gli incontri: per 4-0 contro l'Argentina e la Bulgaria (con Batistuta e Stoichkov autori di triplette) e 2-0 contro la Nigeria. Curiosamente, nel corso del torneo, la compagine ellenica impiegò tutti e tre i portieri disponibili, eventualità piuttosto rara.

### 1994-2004: un decennio buio
Seguì poi un periodo di anonimato per la Grecia, che per dieci anni non poté prendere parte a nessun torneo internazionale. Fallite le qualificazioni per il campionato d'Europa 1996 (terza nel girone di qualificazione dietro Russia e Scozia) e per il campionato del mondo 1998 (terza dopo aver pareggiato 0-0 contro la Croazia seconda all'ultimo turno, rimanendo un punto dietro i balcanici), la Grecia fallì anche la qualificazione al campionato d'Europa 2000 (altro terzo posto) e al campionato del mondo 2002 (quarto posto nel girone di qualificazione).
Nel 2001, con le qualificazioni per il mondiale nippocoreano ancora in corso, venne scelto come nuovo commissario tecnico l'esperto tedesco Otto Rehhagel, che sostituì Vassilis Daniil, in carica dal 1999. Tra i candidati alla panchina della nazionale valutati dalla Federcalcio greca vi era stato anche l'italiano Nevio Scala, che tuttavia chiese un ingaggio da 900.000 euro all'anno, contro i 400.000 chiesti da Rehhagel.
L'impatto dell'allenatore tedesco, che si mise al lavoro prima ancora di aver effettivamente siglato il contratto, non fu immediato: nella partita d'esordio la Grecia fu infatti sconfitta per 5-1 dalla Finlandia. Rehhagel intervenne su due fronti: sul piano del gioco lavorò incisivamente sul rafforzamento della fase difensiva, sui contropiedi, sui cross e sulla gestione dei calci piazzati, puntando in modo deciso sulla fisicità dei giocatori. Al contempo, per inculcare alla squadra disciplina e spirito di gruppo, estromise dalle convocazioni i giocatori che riteneva non si impegnassero abbastanza in favore della Nazionale: suscitarono scalpore le esclusioni di giocatori molto amati, quali il difensore Grīgorīs Geōrgatos e il portiere Dīmītrios Eleutheropoulos, al quale fu preferito Antōnīs Nikopolidīs. Fu "tagliato" anche il centrocampista Akīs Zīkos, "reo" di aver contestato il tecnico quando gli era stato chiesto di subentrare al capitano Theodoros Zagorakis durante un'amichevole contro Cipro. Il problema linguistico della comunicazione tra tecnico e squadra fu superato grazie all'apporto del viceallenatore Ioannis Topalidis, ingaggiato dall'Hertha Berlino, e del centravanti Aggelos Charisteas, che al tempo militava nel Werder Brema (squadra che Rehhagel aveva allenato dal 1975 al 1976 e dal 1980 al 1995).
La crescita della selezione ellenica "plasmata" da Rehhagel iniziò ad essere evidente il 6 ottobre 2001, quando, sempre nelle qualificazioni mondiali, i biancazzurri sfiorarono una clamorosa vittoria contro l'Inghilterra e soltanto una punizione di David Beckham ad un minuto dalla fine salvò gli inglesi dalla sconfitta; il pareggio per 2-2 bastò loro per centrare l'accesso alla fase finale di Corea del Sud-Giappone 2002. Un mese dopo il tecnico tedesco, avendo constatato che nelle partite interne giocate ad Atene il pubblico tendeva a dividersi sulla base dei club tifati ed a contestare i giocatori che militavano in squadre avversarie, introdusse un ulteriore elemento "tattico" chiedendo e ottenendo dalla Federazione di poter giocare le gare casalinghe anche e soprattutto negli stadi minori e fuori dalla capitale.

### 2004: la vittoria del titolo europeo

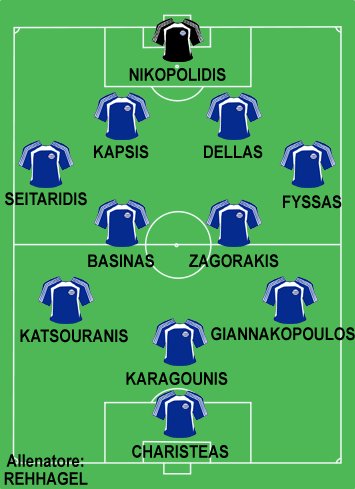
La formazione-tipo della Grecia che vinse il

Nel girone di qualificazione al campionato d'Europa 2004, sovvertendo tutti i pronostici, che inizialmente apparivano ancora più scontati dopo le due sconfitte iniziali (entrambe per 2-0) con Spagna e Ucraina, la Grecia di Rehhagel ottenne un filotto di vittorie, ben sei nelle successive sei partite, segnando un totale di 8 reti e non concedendone più alcuna agli avversari. Grazie a queste prestazioni si qualificò alla fase finale del torneo dopo ventiquattro anni di assenza.
Il sorteggio dei gironi della fase finale mise nuovamente di fronte greci e spagnoli nel gruppo A, con Portogallo e Russia a completare il quadro. Le quote degli scommettitori ponevano la Grecia nelle vesti di penultima candidata alla vittoria finale, davanti alla sola Lettonia. Se la qualificazione da primi del gruppo era risultata inattesa, ancor più sorprendente fu l'esordio: gli ellenici batterono, infatti, per 2-1 i padroni di casa lusitani, portandosi sul 2-0 dopo 51 minuti di gioco e subendo soltanto nei minuti di recupero della ripresa il gol della bandiera, messo a segno dal diciannovenne Cristiano Ronaldo, alla sua prima marcatura in una nazionale di cui sarebbe diventato un elemento simbolo; questa fu peraltro la prima vittoria greca nella fase finale di un torneo internazionale. Pareggiata in rimonta (1-1) la partita con la Spagna, nella terza e decisiva gara la Grecia affrontò la Russia già eliminata, che vinse per 1-2; il gol messo a segno da Vryzas fu però decisivo per qualificare i greci per i quarti di finale a spese degli spagnoli, che avevano la stessa differenza reti della squadra di Rehhagel (pari a 0), ma avevano sole 2 marcature contro le 4 elleniche.
Ai quarti di finale, nella prima sfida a eliminazione diretta, la Grecia continuò a stupire tutti con un'altra impresa, sconfiggendo i campioni d'Europa uscenti della Francia con un gol dell'attaccante Charisteas. Nella semifinale i greci affrontarono la Rep. Ceca, nazionale sulla carta ben più quotata, che mise in atto un "assedio" nella metà campo ellenica per tutta la durata dei tempi regolamentari, senza tuttavia trovare la via della rete avversaria, che rimase inviolata. Ai supplementari i cechi subirono un calo fisico e fu il difensore Dellas a marcare, di testa, il silver goal che ancora una volta ribaltò le previsioni della vigilia, eliminando i favoriti cechi e proiettando gli ellenici verso un'insperata finale. L'atto conclusivo del torneo, disputatosi a Lisbona, ripropose la sfida iniziale della rassegna, ovvero Grecia-Portogallo: a prevalere furono ancora una volta i greci, grazie a un'altra marcatura, al dodicesimo minuto di gioco della ripresa, di Charisteas. L'attaccante chiuse il torneo con tre gol all'attivo e consentì alla Grecia di laurearsi campione d'Europa per la prima volta e al CT Rehhagel di diventare il primo, e finora unico, tecnico ad aggiudicarsi il titolo europeo con una nazionale diversa da quella del suo paese.

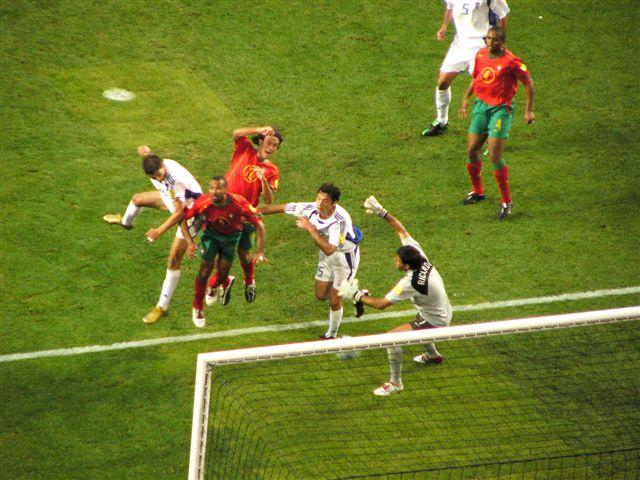
Angelos Charisteas mette a segno il gol che decide in favore della Grecia la finale di Euro 2004 contro il padrone di casa

Oltre all'eccezionale traguardo sportivo, per la Grecia ci furono importanti successi anche in ambito statistico, con il balzo dal 35º posto (giugno 2004) al 14º posto (luglio 2004) nella classifica mondiale della FIFA: nessun'altra squadra, nel giro di un mese, ha mai compiuto un tale salto in graduatoria. Alla vigilia del torneo gli allibratori quotavano la vittoria greca da 80 a 150. Al rientro in patria i calciatori ricevettero medaglie dall'allora presidente della Repubblica greco Kostis Stefanopoulos e festeggiarono con i tifosi, che accolsero la squadra all'aeroporto di Atene e la portarono in trionfo allo stadio Panathinaiko, dove le celebrazioni proseguirono alla presenza di autorità politiche e religiose. I giocatori comparvero inoltre sui francobolli e furono selezionati per il titolo di Squadra mondiale dell'anno ai Laureus World Sports Awards del 2005.

### 2005-2010: la ripresa
Sconfitta dalla vicina Albania, con cui sussiste una accesa rivalità, all'esordio nelle qualificazioni al campionato mondiale del 2006, la Grecia di Rehhagel, campione d'Europa in carica, disputò una fase eliminatoria al di sotto delle aspettative. La vittoria del titolo continentale permise comunque la partecipazione alla Confederations Cup 2005, dove gli ellenici vennero estromessi già al primo turno a seguito delle sconfitte rimediate da Brasile e Giappone: l'unico punto venne conquistato pareggiando a reti bianche col Messico nella giornata finale.
Fallito l'accesso alla rassegna iridata terminando il proprio raggruppamento in quarta posizione, nell'estate 2006 la Grecia — frattanto sorteggiata in un abbordabile girone verso l'Europeo 2008 — scongiurò una squalifica paventata dalla FIFA per l'insufficiente autonomia della Federazione in ambito decisionale. Con 31 punti ottenuti sui 36 disponibili, la squadra si qualificò davanti alla Turchia, garantendosi l'opportunità della difesa del titolo conquistato nel 2004.

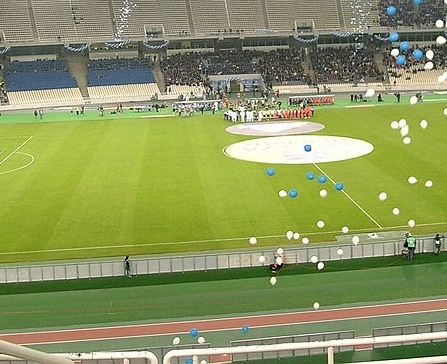
Un'immagine di Grecia- (5-0) del 17 novembre 2007.

Pur a fronte dell'ottavo posto raggiunto nel ranking mondiale nell'aprile 2008 (miglior piazzamento di sempre e successivamente eguagliato nell'ottobre 2011), la formazione di Rehaggel abbandonò il torneo dopo le sconfitte con Svezia e Russia: l'unico gol dei campioni uscenti fu realizzato nella sconfitta per 2-1 contro la Spagna, quest'ultima futura vincitrice del torneo.

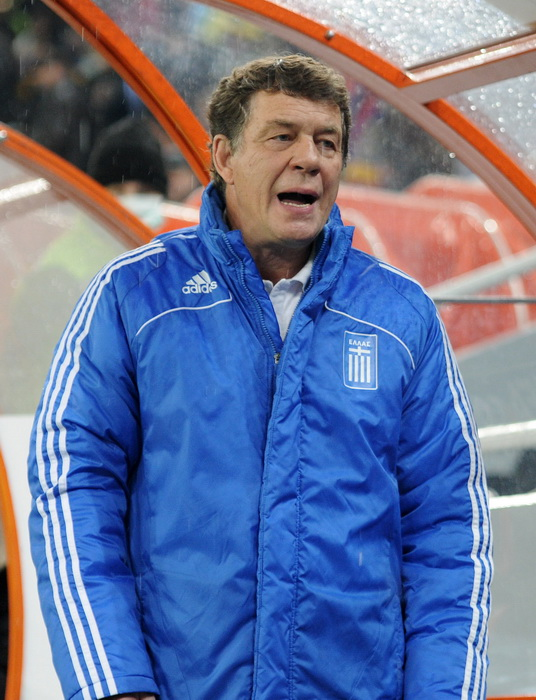
Otto Rehhagel, il CT più vittorioso nella storia della nazionale greca, che ha guidato dal 2001 al 2010.

Scoperto un prolifico finalizzatore in Gekas — risultato, tra l'altro, il miglior marcatore della zona europea nelle eliminatorie del mondiale di Sudafrica 2010 — gli ellenici tornarono a qualificarsi alla manifestazione dopo 16 anni, eliminando l'Ucraina allo spareggio. Il debutto greco avvenne perdendo contro la Corea del Sud, risultato cui fece seguito un'affermazione di misura a scapito della Nigeria: un'ulteriore sconfitta per mano dell'Argentina comportò tuttavia l'eliminazione, con il passaggio al secondo turno guadagnato dagli asiatici.

### 2010-2014: la conferma internazionale
Dopo il mondiale in Sudafrica, il 23 giugno 2010, Rehhagel, che ad oggi è il secondo tecnico rimasto in carica più a lungo nella storia della nazionale ellenica nonché il più vincente in assoluto, lasciò dopo 9 anni la panchina al portoghese Fernando Santos, che in terra ellenica aveva già allenato il Panathinaikos, l'AEK Atene e il PAOK. Nella prima conferenza stampa il nuovo allenatore dichiarò che la sua compagine avrebbe giocato in modo diverso, con uno stile più offensivo rispetto a quello proposto dal suo predecessore.
Santos iniziò bene, senza subire sconfitte in diciassette gare. Battendo la Georgia nell'ottobre 2011, la Grecia vinse il proprio girone di qualificazione alla fase finale del campionato d'Europa 2012 con ventiquattro punti, frutto di sette vittorie e tre pareggi in dieci gare disputate. Per la seconda volta la nazionale ellenica terminò le qualificazioni a un grande torneo internazionale senza subire sconfitte. Vinse inoltre per la quinta volta un girone di qualificazione. Nel marzo del 2011 accadde un fatto senza precedenti: la FIFA stilò come sua consuetudine il ranking mondiale e la nazionale greca fu proiettata al 10º posto, davanti all'Italia, ferma all'11º posto, e alla Francia, rimasta al 18º posto. L'attaccante Theofanis Gekas, ritiratosi dalla nazionale nel 2010 dopo tre partite della gestione di Fernando Santos, tornò sui propri passi in vista delle ultime sfide di qualificazione, in tempo per segnare un gol nella penultima sfida del girone, vinta per 2-0 contro la Croazia, e far parte della spedizione greca al campionato d'Europa di Polonia e Ucraina, vincendo la concorrenza di Angelos Charisteas, protagonista al campionato europeo del 2004, non convocato dall'allenatore lusitano.
Nel 2012 la nazionale greca partecipò dunque alla fase finale di un europeo per la terza volta consecutiva. Come nel 2004, toccò ai greci sfidare i padroni di casa (la Polonia) nella gara inaugurale, che finì 1-1 con rete greca di Salpingidis.. Non andò meglio nella seconda gara contro la Rep. Ceca, che vinse per 2-1: gli ellenici, pur accorciando le distanze con Gekas, non rimontarono i due gol subiti nelle fasi iniziali di gioco. Il 16 giugno 2012 il capitano Giōrgos Karagkounīs si fece perdonare l'errore commesso su calcio di rigore contro la Polonia segnando il gol che consentì alla Grecia (1-0) di battere la favorita Russia e qualificarsi ai quarti di finale. Nella dura sfida contro la Germania ai quarti di finale i greci persero per 2-4 e furono eliminati.

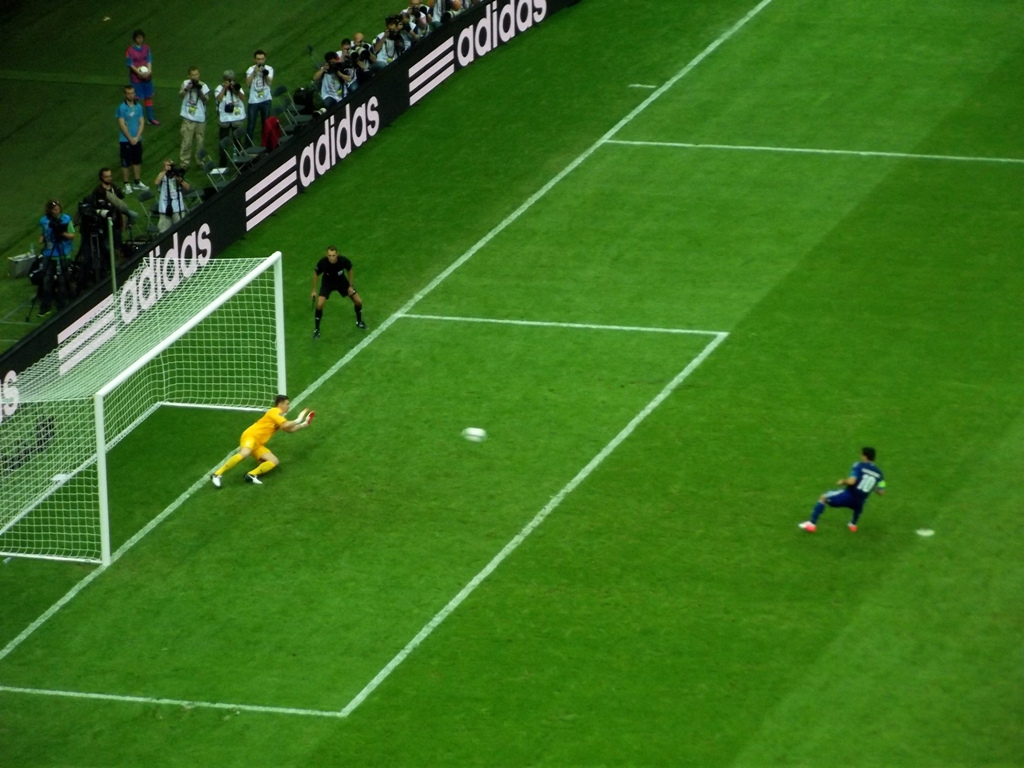
Il rigore di Giōrgos Karagkounīs, parato dal polacco Przemysław Tytoń, nella gara inaugurale del.

Il dignitoso cammino degli ellenici nel torneo ebbe conseguenze anche in termini di ranking, poiché nel settembre 2012 i greci figuravano all'undicesimo posto precedendo il Brasile, dodicesimo, e la Francia, quindicesima.
Nel girone di qualificazione per il campionato del mondo 2014 la Grecia fu inserita nel gruppo G, dove incontrò Bosnia ed Erzegovina, Slovacchia, Lituania, Lettonia e Liechtenstein. Nel girone giunse seconda, con gli stessi punti della Bosnia, ed ebbe accesso al play-off contro la Romania. All'andata, giocata il 15 novembre 2013, la Grecia sconfisse la Romania per 3-1 allo Stadio Karaiskákis di Atene, con reti di Konstantinos Mitroglou al 14', Dimitris Salpingidis al 21', Bogdan Stancu al 23' e ancora di Mitroglou al 67'. Nel ritorno, giocato il 19 novembre, pareggiò per 1-1. Il risultato complessivo (4-2) premiò i greci, che si qualificarono così alla fase finale del mondiale brasiliano. Al termine delle qualificazioni, e prima del sorteggio dei gruppi per la rassegna iridata, la FIFA stilò il consueto ranking internazionale mensile, in cui la nazionale greca raggiunse il dodicesimo posto.
Nella fase finale del mondiale del 2014 la Grecia fu inserita dal sorteggio nel gruppo C e affrontò Colombia, Costa d'Avorio e Giappone. Al termine della fase a gironi la nazionale ellenica, sconfitta all'esordio per 3-0 dalla Colombia, giunse seconda in classifica con quattro punti, grazie al pareggio a reti inviolate con i nipponici e alla vittoria contro gli ivoriani per 2-1 con i gol di Andreas Samarīs e, su calcio di rigore, di Giōrgos Samaras a pochi secondi dalla fine del tempo di recupero. Grazie a questa vittoria i greci superarono per la prima volta la fase a gironi di un campionato del mondo, qualificandosi quindi agli ottavi di finale, dove affrontarono la Costa Rica, che vinse per 5-3 ai tiri di rigore (1-1 dopo i tempi supplementari).

### Dal 2014: fase di declino e segnali di ripresa
Dopo il campionato del mondo 2014 la Grecia ingaggiò come commissario tecnico Claudio Ranieri, che diventò così il secondo italiano della storia a sedersi sulla panchina della nazionale ellenica, dopo Rino Martini nel 1959. Il tecnico romano assunse come suo assistente Giorgios Karagounis, bandiera della nazionale e vecchia conoscenza del calcio italiano. L'esperienza di Ranieri sulla panchina della Grecia cominciò nel peggiore dei modi: nelle prime tre partite del girone di qualificazione al campionato d'Europa 2016 la squadra ottenne soltanto un punto, frutto di un pareggio sul campo della Finlandia (1-1) e due sconfitte contro Romania (0-1) e Irlanda del Nord (0-2). Il 15 novembre 2014, in seguito alla clamorosa sconfitta casalinga per 0-1 contro le Fær Øer, Ranieri fu sollevato dal suo incarico.
Neanche l'avvicendamento tecnico, con l'uruguaiano Sergio Markarián nominato C.T. il 12 febbraio 2015 al posto di Ranieri, mutò lo scenario: i greci rimasero fuori dall'europeo, totalizzando appena sei punti in classifica e finendo ultimi nel proprio girone.
Il 29 ottobre 2015 la federcalcio greca affidò la nazionale al tedesco Michael Skibbe, che esordì con un'eclatante sconfitta a Differdange contro il modesto Lussemburgo. Malgrado il brutto inizio, i risultati nei mesi seguenti furono positivi e nell'ottobre 2017 Skibbe riuscì a condurre i suoi al secondo posto, alle spalle del Belgio, nel girone di qualificazione al campionato del mondo 2018, con conseguente accesso ai play-off, dove la Grecia fu però eliminata in malo modo dalla Croazia (4-1 in trasferta e 0-0 in casa). Nelle prime partite del girone di Lega C di UEFA Nations League 2018-2019, la Grecia ottenne due vittorie e subì due sconfitte. Nell'ottobre 2018, con la squadra a sei punti dal primo posto del girone a tre squadre, occupato dalla Finlandia, Skibbe fu esonerato e sostituito con Angelos Anastasiadis, primo CT greco della Grecia (esclusi gli incarichi ad interim) dopo diciassette anni. Gli ellenici chiusero il girone di quattro squadre al penultimo posto, con un bilancio finale di tre vittorie e tre sconfitte in sei partite.
Una serie di risultati negativi nelle qualificazioni al campionato d'Europa 2020, culminati nella sconfitta interna per 2-3 contro l'Armenia, indusse la federazione a esonerare Anastasiadis, sostituito nel luglio 2019 dall'olandese John van't Schip. Nonostante il cambio di allenatore e la striscia di tre vittorie consecutive ottenuta nelle ultime tre partite del girone, la Grecia, dopo aver fallito la qualificazione al campionato d'Europa 2016 e al campionato del mondo 2018, mancò anche la qualificazione al campionato d'Europa 2020: gli ellenici dovettero accontentarsi della terza posizione, a quattro punti dalla Finlandia seconda. 
Nella successiva UEFA Nations League 2020-2021 la squadra si piazzò seconda nel proprio girone di Lega C alle spalle della Slovenia, con tre vittorie e tre pareggi in sei partite, mancando la promozione in Lega B. Fallimentare fu anche la campagna di qualificazione al campionato del mondo 2022, chiusa al terzo posto del raggruppamento vinto dalla Spagna, con due sole vittorie in otto partite giocate; nel novembre 2021 il CT van't Schip rassegnò le dimissioni.
Nel girone di Lega C della UEFA Nations League 2022-2023 la squadra, guidata dall'uruguaiano Gustavo Poyet, ottenne, con due giornate di anticipo, il primo posto e la qualificazione alla Lega B (cinque vittorie in sei gare), oltre al diritto ad avere una seconda chance di qualificazione al campionato d'Europa 2024 in caso di mancata qualificazione diretta tramite le eliminatorie dell'europeo. Le successive qualificazioni al campionato d'Europa 2024 videro, in effetti, i greci chiudere al terzo posto il girone vinto dalla Francia, alle spalle dei Paesi Bassi secondi, ma accedere ai play-off in quanto vincitori del girone di UEFA Nations League. Agli spareggi per l'accesso al campionato d'Europa la nazionale ellenica eliminò agevolmente il Kazakistan (5-0 ad Atene), ma fu sconfitta ai tiri di rigore dalla Georgia (4-2 dopo lo 0-0 dei tempi supplementari) nella finale giocata a Tbilisi. Al posto di Gustavo Poyet fu chiamato il CT ad interim Nikos Papadopoulos, in carica per un paio di partite prima dell'arrivo del serbo Ivan Jovanović.
Nel girone di Lega B della UEFA Nations League 2024-2025 la compagine ellenica chiuse al secondo posto il girone (5 vittorie e una sconfitta), a pari punti con l'Inghilterra, riuscendo a battere gli inglesi in trasferta. Ebbe così accesso agli spareggi per la promozione in Lega A.

## Palmarès
- Campionato d'Europa: 1

Portogallo 2004

## Partecipazioni ai tornei internazionali
Legenda: Grassetto: Risultato migliore, Corsivo: Mancate partecipazioni

## Statistiche dettagliate sui tornei internazionali

### Mondiali
| Anno | Luogo                    | Piazzamento      | V | N | P | Gol  |
| ---- | ------------------------ | ---------------- | - | - | - | ---- |
| 1930 | Uruguay                  | Non partecipante | - | - | - | -    |
| 1934 | Italia                   | Non qualificata  | - | - | - | -    |
| 1938 | Francia                  | Non qualificata  | - | - | - | -    |
| 1950 | Brasile                  | Non partecipante | - | - | - | -    |
| 1954 | Svizzera                 | Non qualificata  | - | - | - | -    |
| 1958 | Svezia                   | Non qualificata  | - | - | - | -    |
| 1962 | Cile                     | Non qualificata  | - | - | - | -    |
| 1966 | Inghilterra              | Non qualificata  | - | - | - | -    |
| 1970 | Messico                  | Non qualificata  | - | - | - | -    |
| 1974 | Germania Ovest           | Non qualificata  | - | - | - | -    |
| 1978 | Argentina                | Non qualificata  | - | - | - | -    |
| 1982 | Spagna                   | Non qualificata  | - | - | - | -    |
| 1986 | Messico                  | Non qualificata  | - | - | - | -    |
| 1990 | Italia                   | Non qualificata  | - | - | - | -    |
| 1994 | Stati Uniti              | Primo turno      | 0 | 0 | 3 | 0:10 |
| 1998 | Francia                  | Non qualificata  | - | - | - | -    |
| 2002 | Corea del Sud / Giappone | Non qualificata  | - | - | - | -    |
| 2006 | Germania                 | Non qualificata  | - | - | - | -    |
| 2010 | Sudafrica                | Primo turno      | 1 | 0 | 2 | 2:5  |
| 2014 | Brasile                  | Ottavi di finale | 1 | 2 | 1 | 3:5  |
| 2018 | Russia                   | Non qualificata  | - | - | - | -    |
| 2022 | Qatar                    | Non qualificata  | - | - | - | -    |

### Europei
| Anno | Luogo                | Piazzamento      | V | N | P | Gol |
| ---- | -------------------- | ---------------- | - | - | - | --- |
| 1960 | Francia              | Non qualificata  | - | - | - | -   |
| 1964 | Spagna               | Ritirata         | - | - | - | -   |
| 1968 | Italia               | Non qualificata  | - | - | - | -   |
| 1972 | Belgio               | Non qualificata  | - | - | - | -   |
| 1976 | Jugoslavia           | Non qualificata  | - | - | - | -   |
| 1980 | Italia               | Primo turno      | 0 | 1 | 2 | 1:4 |
| 1984 | Francia              | Non qualificata  | - | - | - | -   |
| 1988 | Germania Ovest       | Non qualificata  | - | - | - | -   |
| 1992 | Svezia               | Non qualificata  | - | - | - | -   |
| 1996 | Inghilterra          | Non qualificata  | - | - | - | -   |
| 2000 | Belgio / Paesi Bassi | Non qualificata  | - | - | - | -   |
| 2004 | Portogallo           | Campione         | 4 | 1 | 1 | 7:4 |
| 2008 | Austria / Svizzera   | Primo turno      | 0 | 0 | 3 | 1:5 |
| 2012 | Polonia / Ucraina    | Quarti di finale | 1 | 1 | 2 | 5:7 |
| 2016 | Francia              | Non qualificata  | - | - | - | -   |
| 2020 | Europa               | Non qualificata  | - | - | - | -   |
| 2024 | Germania             | Non qualificata  | - | - | - | -   |

### Confederations Cup
| Anno | Luogo                    | Piazzamento     | V | N | P | Gol |
| ---- | ------------------------ | --------------- | - | - | - | --- |
| 1992 | Arabia Saudita           | Non invitata    | - | - | - | -   |
| 1995 | Arabia Saudita           | Non invitata    | - | - | - | -   |
| 1997 | Arabia Saudita           | Non qualificata | - | - | - | -   |
| 1999 | Messico                  | Non qualificata | - | - | - | -   |
| 2001 | Corea del Sud / Giappone | Non qualificata | - | - | - | -   |
| 2003 | Francia                  | Non qualificata | - | - | - | -   |
| 2005 | Germania                 | Primo turno     | 0 | 1 | 2 | 0:4 |
| 2009 | Sudafrica                | Non qualificata | - | - | - | -   |
| 2013 | Brasile                  | Non qualificata | - | - | - | -   |
| 2017 | Russia                   | Non qualificata | - | - | - | -   |

### Nations League
| Anno      | Luogo       | Piazzamento  | V | N | P | Gol  |
| --------- | ----------- | ------------ | - | - | - | ---- |
| 2018-2019 | Portogallo  | 9° in Lega C | 3 | 0 | 3 | 4:5  |
| 2020-2021 | Italia      | 5° in Lega C | 3 | 3 | 0 | 6:1  |
| 2022-2023 | Paesi Bassi | 2° in Lega C | 5 | 0 | 1 | 10:2 |
| 2024-2025 | Germania    | 5° in Lega B | 6 | 0 | 2 | 14:5 |

### Giochi olimpici
| Anno | Luogo     | Piazzamento       | V | N | P | Gol |
| ---- | --------- | ----------------- | - | - | - | --- |
| 1920 | Anversa   | Turno preliminare | 0 | 0 | 1 | 0:9 |
| 1924 | Parigi    | Non partecipante  | - | - | - | -   |
| 1928 | Amsterdam | Non partecipante  | - | - | - | -   |
| 1936 | Berlino   | Non partecipante  | - | - | - | -   |
| 1948 | Londra    | Non partecipante  | - | - | - | -   |

## Tutte le rose

### Mondiali
Coppa del Mondo FIFA 19941 Mīnou, 2 Apostolakīs, 3 Kolitsidakīs, 4 Manōlas, 5 Kalitzakīs, 6 Tsalouchidīs, 7 Saravakos, 8 Nioplias, 9 Machlas, 10 Mītropoulos, 11 Tsiantakīs, 12 Maragkos, 13 Karagiannīs, 14 Dīmītriadīs, 15 Karkamanīs, 16 Alexoudīs, 17 Chatzidīs, 18 Karataïdīs, 19 Kōfidīs, 20 Atmatsidīs, 21 Alexandrīs, 22 Alexiou, CT: Panagoulias
Coppa del Mondo FIFA 20101 Chalkias, 2 Seïtaridīs, 3 Patsatzoglou, 4 Spyropoulos, 5 Moras, 6 Tziolīs, 7 Samaras, 8 Papadopoulos, 9 Charisteas, 10 Karagkounīs, 11 Vyntra, 12 Tzorvas, 13 Sīfakīs, 14 Salpiggidīs, 15 Torosidīs, 16 Kyrgiakos, 17 Gkekas, 18 Ninīs, 19 Papastathopoulos, 20 Kapetanos, 21 Katsouranīs, 22 Malezas, 23 Prittas, CT: Rehhagel
Coppa del Mondo FIFA 20141 Karnezīs, 2 Maniatīs, 3 Tzavellas, 4 Manōlas, 5 Moras, 6 Tziolīs, 7 Samaras, 8 Kone, 9 Mītroglou, 10 Karagkounīs, 11 Vyntra, 12 Glykos, 13 Kapino, 14 Salpiggidīs, 15 Torosidīs, 16 Christodoulopoulos, 17 Gkekas, 18 Fetfatzidīs, 19 Papastathopoulos, 20 Holebas, 21 Katsouranīs, 22 Samarīs, 23 Tachtsidīs, CT: Santos

### Europei
Campionato d'Europa UEFA 19801 Kōnstantinou, 2 Kyrastas, 3 Iōsīfidīs, 4 Kapsīs, 5 Foiros, 6 Livathīnos, 7 Terzanidīs, 8 Nikoloudīs, 9 Ardizoglou, 10 Galakos, 11 Damanakīs, 12 Gounarīs, 13 Xanthopoulos, 14 Koudas, 15 Mauros, 16 Kouīs, 17 Ravousīs, 18 Nikolaou, 19 Kōstikos, 20 Anastopoulos, 21 Poupakīs, 22 Papaflōratos, CT: Panagoulias
Campionato d'Europa UEFA 20041 Nikopolidīs, 2 Seïtaridīs, 3 Venetidīs, 4 Ntampizas, 5 Dellas, 6 Mpasinas, 7 Zagorakīs, 8 Giannakopoulos, 9 Charisteas, 10 Tsiartas, 11 Nikolaïdīs, 12 Chalkias, 13 Katergiannakīs, 14 Fyssas, 15 Vryzas, 16 Kafes, 17 Geōrgiadīs, 18 Gkoumas, 19 Kapsīs, 20 Karagkounīs, 21 Katsouranīs, 22 Papadopoulos, 23 Lakīs, CT: Rehhagel
Campionato d'Europa UEFA 20081 Nikopolidīs, 2 Seïtaridīs, 3 Patsatzoglou, 4 Spyropoulos, 5 Dellas, 6 Mpasinas, 7 Samaras, 8 Giannakopoulos, 9 Charisteas, 10 Karagkounīs, 11 Vyntra, 12 Chalkias, 13 Tzorvas, 14 Salpiggidīs, 15 Torosidīs, 16 Kyrgiakos, 17 Gkekas, 18 Gkoumas, 19 Antzas, 20 Amanatidīs, 21 Katsouranīs, 22 Tziolīs, 23 Lymperopoulos, CT: Rehhagel
Campionato d’Europa UEFA 20121 Chalkias, 2 Maniatīs, 3 Tzavellas, 4 Malezas, 5 K. Papadopoulos, 6 Makos, 7 Samaras, 8 A. Papadopoulos, 9 Lymperopoulos, 10 Karagkounīs, 11 Mītroglou, 12 Tzorvas, 13 Sīfakīs, 14 Salpiggidīs, 15 Torosidīs, 16 Fōtakīs, 17 Gkekas, 18 Ninīs, 19 Papastathopoulos, 20 Holebas, 21 Katsouranīs, 22 Fortounīs, 23 Fetfatzidīs, CT: Santos

### Confederations Cup
FIFA Confederations Cup 20051 Nikopolidīs, 2 Seïtaridīs, 3 Vyntra, 4 Taularidīs, 5 Kyrgiakos, 6 Mpasinas, 7 Zagorakīs, 8 Giannakopoulos, 9 Charisteas, 10 Tsiartas, 11 Papadopoulos, 12 Chalkias, 13 Sīfakīs, 14 Fyssas, 15 Vryzas, 16 Kafes, 17 Amanatidīs, 18 Gkoumas, 19 Kapsīs, 20 Karagkounīs, 21 Katsouranīs, 22 Gkekas, 23 Lakīs, CT: Rehhagel

### Giochi olimpici
Calcio ai Giochi Olimpici Estivi 1920P Demertzīs, P Fōtiadīs, D Gkilīs, D Kaloudīs, C Despotopoulos, C Gōtīs, C A. Nikolaïdīs, C Peppas, A Gia. Andrianopoulos, A Giō. Andrianopoulos, A Chatzīandreou, A Dīmītriou, A Kalafatīs, A T. Nikolaïdīs, A Samios, A Stauropoulos, CT: Kalafatīs
NOTA: Per le informazioni sulle rose successive al 1948 visionare la pagina della Nazionale olimpica.

## Statistiche della nazionale greca al campionato d'Europa 2004
Ecco tutte le partite che hanno portato la Grecia a diventare campione d'Europa.

### Primo turno
- Portogallo-Grecia 1-2 (Karagounis, Basinas)
- Grecia-Spagna 1-1 (Charisteas)
- Russia-Grecia 2-1 (Vryzas)

### Quarti di finale
- Grecia-Francia 1-0 (Charisteas)

### Semifinale
- Grecia-Repubblica Ceca 1-0 dts (Dellas, silver gol)

### Finale
- Grecia-Portogallo 1-0 (Charisteas)

### Numeri
- Risultati: 4 vittorie, 1 pareggio, 1 sconfitta
- Gol: 7 fatti, 4 subiti
- Massima vittoria: 1-0 (Portogallo, Repubblica Ceca, Francia), 2-1 (Portogallo)
- Massima sconfitta: 2-1 (Russia)
- Miglior marcatore: Charisteas (3)
- Maggior numero di presenze: Nikopolidis, Dellas, Fyssas, Kapsis, Seitaridis, Katsouranis, Zagorakis, Charisteas (6)
- Minuti di imbattibilità: 343' (dal 17' di Russia-Grecia fino alla fine del torneo)

## Colori e simboli
Storicamente la nazionale greca si riconosce nei colori della bandiera nazionale, bianco e blu; la divisa interna è stata per anni blu con rifiniture bianche, mentre quella esterna inverte le tinte. Dal 2004, probabilmente per onorare l'inattesa vittoria al campionato d'Europa (la cui finale fu giocata in maglia bianca), tale gerarchia è stata sovvertita, promuovendo la maglia bianca a "casalinga" e dedicando il blu alle trasferte.
Tra i fornitori tecnici si sono succeduti Nike, Adidas, Le Coq Sportif, Diadora, Puma ed Asics.
Sul petto i calciatori non portano lo stemma della federazione calcistica greca, ma un disegno stilizzato della bandiera greca, con la croce non nel cantone, ma a prendere tutto il "capo", e le strisce tramutate in alcuni "pali"; il tutto è racchiuso in un riquadro (oppure uno scudetto) azzurro che reca in alto l'epigrafe ΕΛΛΑΣ (Hellas, ovvero "Grecia").

### Cronologia delle divise
| 1920's (C) | 1929 | 1970's (C) | 1979 (C) | Euro 1980 (C) | 1982–1984 (C) | 1987–1989 (C) | 1989 (C) | 1992–1993 (C) |

| Mondiale 1994 (C) | Mondiale 1994 (T) | 1998 (C) | 1998 (T) | 2000 (C) | 2000 (T) | Euro 2004 (C) | Euro 2004 (T) | 2006–2007 (C) |

| 2006–2007 (T) | Euro 2008 (C) | Euro 2008 (T) | Mondiale 2010 (C) | Mondiale 2010 (T) | Euro 2012 (C) | Euro 2012 (T) | Mondiale 2014 (C) | Mondiale 2014 (T) |

| 2020–2023 (C) | 2020–2023 (T) |

## Stadio
La Grecia non ha giocato sempre in uno stadio fisso, anche se per gran parte della sua storia le proprie partite casalinghe le ha disputate allo stadio Karaiskákis del Pireo, impianto locale della squadra Olympiacos. Talvolta è stato sostituito dallo stadio nazionale Kaftanzogleio di Salonicco. L'impianto del Pireo è stato utilizzato sia nelle qualificazioni al campionato del mondo 2006 nonché in alcune delle qualificazioni al campionato d'Europa 2008, ma a causa di violenti scontri avvenuti nello stadio le restanti partite sono state disputate nello stadio Pankritio e poi allo Stadio olimpico Spyros Louīs di Atene. Per le qualificazioni ad campionato d'Europa 2004, invece, dato che gli stadi erano in ristrutturazione, si scelse lo stadio Apostolos Nikolaidis, sede del Panathinaikos.
L'Olimpico di Atene ha già ospitato varie partite della nazionale nell'arco della storia passata della squadra ed ospita anche le partite dell'AEK Atene. L'impianto, da sempre polifunzionale in quanto utilizzato anche per eventi olimpici e riguardanti altri sport, è stato costruito nel 1980 e ristrutturato nel 2004 per la XXVIII Olimpiade, organizzata dalla capitale greca. Lo stadio ha ricevuto il riconoscimento delle 5 stelle UEFA, che viene assegnato agli stadi con elevati livelli di strutture, spaziando dal numero di spettatori alle possibilità che offrono. Si tratta, infatti, degli unici stadi che possono ospitare le finali di UEFA Champions League: l'impianto ne ha ospitate già ben tre. Lo stadio ha 71.000 posti circa.

## Rivalità
La nazionale greca gioca le sue partite più accese contro i vicini anatolici. Grecia e Turchia, già rivali nella corsa al campionato del mondo 2006, furono inserite nello stesso girone di qualificazione ad Euro 2008. Nonostante la Grecia abbia sofferto un pesante 4-1 casalingo, terminò il cammino di qualificazione in testa al girone, seguita proprio dai rivali, che riuscì a battere per 1-0 ad Istanbul (alla fine entrambe le squadre si qualificarono per l’europeo).
Molto sentite sono anche le partite con i limitrofi albanesi e macedoni.

## Rosa attuale
Lista dei giocatori convocati per le gare amichevoli del 7 e 10 giugno 2025.
Presenze e reti aggiornate al 10 giugno 2025, al termine della gara contro la Bulgaria.
|  | P | Odisseas Vlachodimos     | 26 aprile 1994    | 48 | -34 | Nottingham Forest |  |  |
|  | P | Kostas Tzolakis          | 8 settembre 2002  | 4  | -1  | Olympiacos        |  |  |
|  | P | Christos Mandas          | 17 settembre 2001 | 2  | -1  | Lazio             |  |  |
|  |   |                          |                   |    |     |                   |  |  |
|  | D | Kostas Tsimikas          | 12 maggio 1996    | 41 | 0   | Liverpool         |  |  |
|  | D | Dinos Mavropanos         | 11 dicembre 1997  | 36 | 2   | West Ham Utd      |  |  |
|  | D | Pantelis Chatzidiakos    | 18 gennaio 1997   | 36 | 0   | Copenaghen        |  |  |
|  | D | Dimitris Giannoulis      | 17 ottobre 1995   | 33 | 0   | Augusta           |  |  |
|  | D | Lazaros Rota             | 23 agosto 1997    | 23 | 0   | AEK Atene         |  |  |
|  | D | Panagiōtīs Retsos        | 9 agosto 1998     | 17 | 0   | Olympiacos        |  |  |
|  | D | Kōnstantinos Koulierakīs | 28 novembre 2003  | 14 | 0   | Wolfsburg         |  |  |
|  | D | Geōrgios Vagiannidīs     | 12 settembre 2001 | 5  | 0   | Panathīnaïkos     |  |  |
|  |   |                          |                   |    |     |                   |  |  |
|  | C | Tasos Bakasetas          | 28 giugno 1993    | 75 | 17  | Panathīnaïkos     |  |  |
|  | C | Dimitris Pelkas          | 26 ottobre 1993   | 46 | 5   | PAOK              |  |  |
|  | C | Dimitris Kourbelis       | 2 novembre 1993   | 45 | 2   | Al-Khaleej        |  |  |
|  | C | Manōlīs Siōpīs           | 14 maggio 1994    | 39 | 1   | Panathīnaïkos     |  |  |
|  | C | Giannīs Kōnstantelias    | 5 marzo 2003      | 13 | 4   | PAOK              |  |  |
|  | C | Sōtīrīs Alexandropoulos  | 26 novembre 2001  | 10 | 0   | Standard Liegi    |  |  |
|  | C | Christos Zafeiris        | 23 febbraio 2003  | 9  | 0   | Slavia Praga      |  |  |
|  | C | Kōnstantinos Karetsas    | 19 novembre 2007  | 3  | 1   | Genk              |  |  |
|  | C | Christos Mouzakitis      | 25 dicembre 2006  | 4  | 0   | Olympiacos        |  |  |
|  |   |                          |                   |    |     |                   |  |  |
|  | A | Giorgos Masouras         | 1º gennaio 1994   | 51 | 9   | Bochum            |  |  |
|  | A | Vangelis Pavlidis        | 21 novembre 1998  | 48 | 9   | Benfica           |  |  |
|  | A | Christos Tzolis          | 30 gennaio 2002   | 24 | 6   | Club Bruges       |  |  |
|  | A | Tasos Douvikas           | 2 agosto 1999     | 19 | 2   | Como              |  |  |
|  | A | Taxiarchis Fountas       | 4 settembre 1995  | 19 | 1   | OFI Creta         |  |  |
|  | A | Fotis Ioannidis          | 10 gennaio 2000   | 17 | 6   | Panathīnaïkos     |  |  |

## Commissari tecnici
L'allenatore tedesco Otto Rehhagel, in carica dal settembre 2001 al giugno 2010, è il CT che ha raccolto il maggiore successo alla guida della Grecia. Dopo una prestigiosa carriera in Germania, durante la quale aveva vinto tre campionati nazionali (1987-1988, 1992-1993 e 1997-1998), una Coppa delle Coppe (1991-1992) e una Coppa UEFA (1995-1996), fu nominato CT della Grecia per risollevare le sorti di una nazionale rimasta fuori dalla fase finale del campionato del mondo 2002 e raccolse risultati eccezionali, dalla qualificazione alla fase finale del campionato d'Europa 2004 alla clamorosa vittoria finale nel torneo. La Grecia non aveva mai vinto neanche una partita di una fase finale di un grande torneo internazionale. Mancata la qualificazione alla fase finale del campionato del mondo 2006, guidò i greci anche nelle fasi finali del campionato d'Europa 2008 e del campionato del mondo 2010, prima delle dimissioni. In 106 match ottenne 53 vittorie, pari al 50% delle partite.
Dopo Rehhagel l'allenatore più vincente della nazionale greca è Alketas Panagoulias, che qualificò la squadra per la fase finale del campionato d'Europa 1980 (esordio della Grecia in una fase finale) e per la fase finale del campionato del mondo 1994. Allenò la Grecia in tre periodi distinti: dal 1973 al 1976, dal 1977 al 1981 e dal 1992 al 1994. Come allenatore dell'Olympiacos vinse tre campionati greci, nel 1981-1982, nel 1982-1983 e nel 1986-1987. Il suo bilancio come CT è di 74 partite, con 23 vittorie.
- 1929-1930  Apostolos Nikolaïdīs
- 1930-1932  Jan Kopsiva
- 1932-1933  Lefteris Panourgias
- 1933-1934  Kostas Negrepontis
- 1934-1935  Apostolos Nikolaïdīs
- 1935-1938  Kostas Konstantaras
- 1938-1951  Kostas Negrepontis
- 1951-1953  Antonis Migiakis
- 1953-1954  Kostas Negrepontis
- 1954-1955  Antonis Migiakis
- 1955-1956  Ioannis Chelmis
- 1956-1957  Kostas Andritsos
- 1957-1959  Rino Martini
- 1959-1960  Paul Baron
- 1960-1964  Tryfon Tzanetis
- 1964-1966  Lakis Petropoulos
- 1966-1968  Panos Markovits
- 1968-1969  Dan Georgiadis
- 1969-1971  Lakis Petropoulos
- 1971-1973  Billy Bingham
- 1973-1976  Alketas Panagoulias
- 1976-1977  Lakis Petropoulos
- 1977-1982  Alketas Panagoulias
- 1982-1984  Christos Archontidis
- 1984-1988  Miltos Papapostolou
- 1988-1989  Alekos Sofianidis
- 1989-1992  Antonis Georgiadis
- 1992-1994  Alketas Panagoulias
- 1994-1998  Kostas Polychroniou
- 1998-1999  Anghel Iordănescu
- 1999-2001  Vassilis Daniill
- 2001-2010  Otto Rehhagel
- 2010-2014  Fernando Santos
- 2014  Claudio Ranieri
- 2014  Kostas Tsanas ad interim
- 2015  Sergio Markarián
- 2015  Kostas Tsanas ad interim
- 2015-2018  Michael Skibbe
- 2018-2019  Angelos Anastasiadis
- 2019-2021  John van 't Schip
- 2022-2024  Gustavo Poyet
- 2024  Nikos Papadopoulos ad interim
- 2024-  Ivan Jovanović

## Record individuali

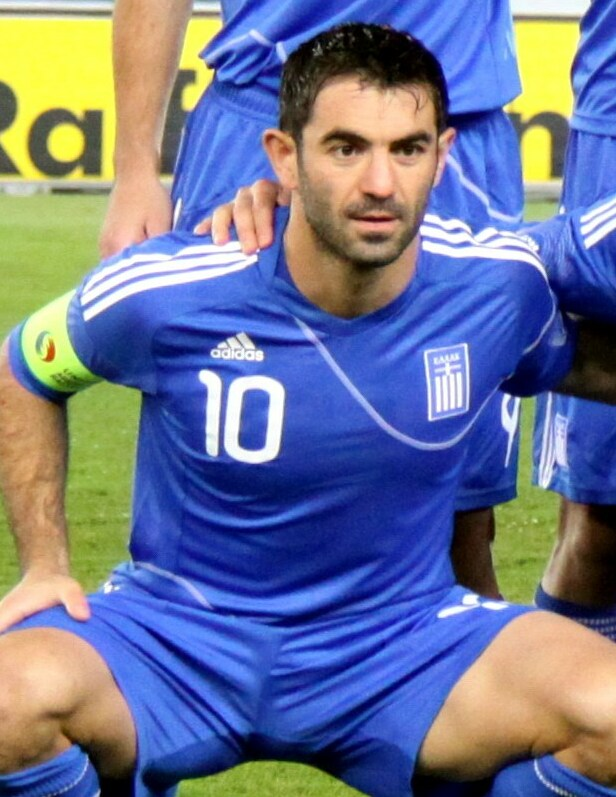
Giōrgos Karagkounīs, componente della Grecia campione d'Europa nel 2004, è il primatista di presenze con la nazionale ellenica (139).

Tra i giocatori più emblematici della nazionale greca figurano Theodōros Zagorakīs, Antōnīs Nikopolidīs, Angelos Basinas, Nikos Anastopoulos, Antōnīs Nikopolidīs, Angelos Charisteas, Theofanis Gekas, Kōstas Katsouranīs e Nikolaos Machlas.
Theodoros Zagorakis, capitano della squadra laureatasi campione d'Europa 2004, fu eletto miglior calciatore in quel torneo europeo. Dal 1994 al 2007 collezionò 120 presenze in nazionale, di cui risulta il secondo primatista di partite giocate dopo Giōrgos Karagkounīs, che ottenne 139 presenze dal 1999 al 2014. Zagorakis è il solo calciatore greco ad essersi classificato tra i primi cinque del Pallone d'oro, nel 2004.
Antōnīs Nikopolidīs, portiere della squadra vincitrice di Euro 2004 e giocatore tra i più rappresentativi del campionato greco, conta 90 presenze in nazionale dal 1999 al 2008. Angelos Basinas, altro campione d'Europa 2004, vanta 100 presenze in nazionale dal 1999 al 2009.
Il primatista di gol in nazionale è Nikos Anastopoulos, che realizzò 29 gol in 75 presenze dal 1977 al 1988. Fu autore del primo gol della Grecia nella fase finale di un grande torneo internazionale, all'europeo di Italia 1980.
Nikolaos Machlas segnò, nel novembre 1993, la rete decisiva per la prima qualificazione della Grecia alla fase finale della Coppa del mondo. Alla terza presenza in nazionale e all'età di 21 anni, siglò il gol della vittoria contro la Russia nell'ultima giornata delle qualificazioni europee a Stati Uniti 1994. Cresciuto nell'OFI Creta, fu Scarpa d'oro 1997 come miglior goleador dei campionati europei con la maglia del Vitesse e conta 61 presenze e 18 gol in nazionale dal 1993 al 2002.
Dati aggiornati al 7 giugno 2025.
- I calciatori in grassetto sono ancora in attività in nazionale.

### Classifica presenze

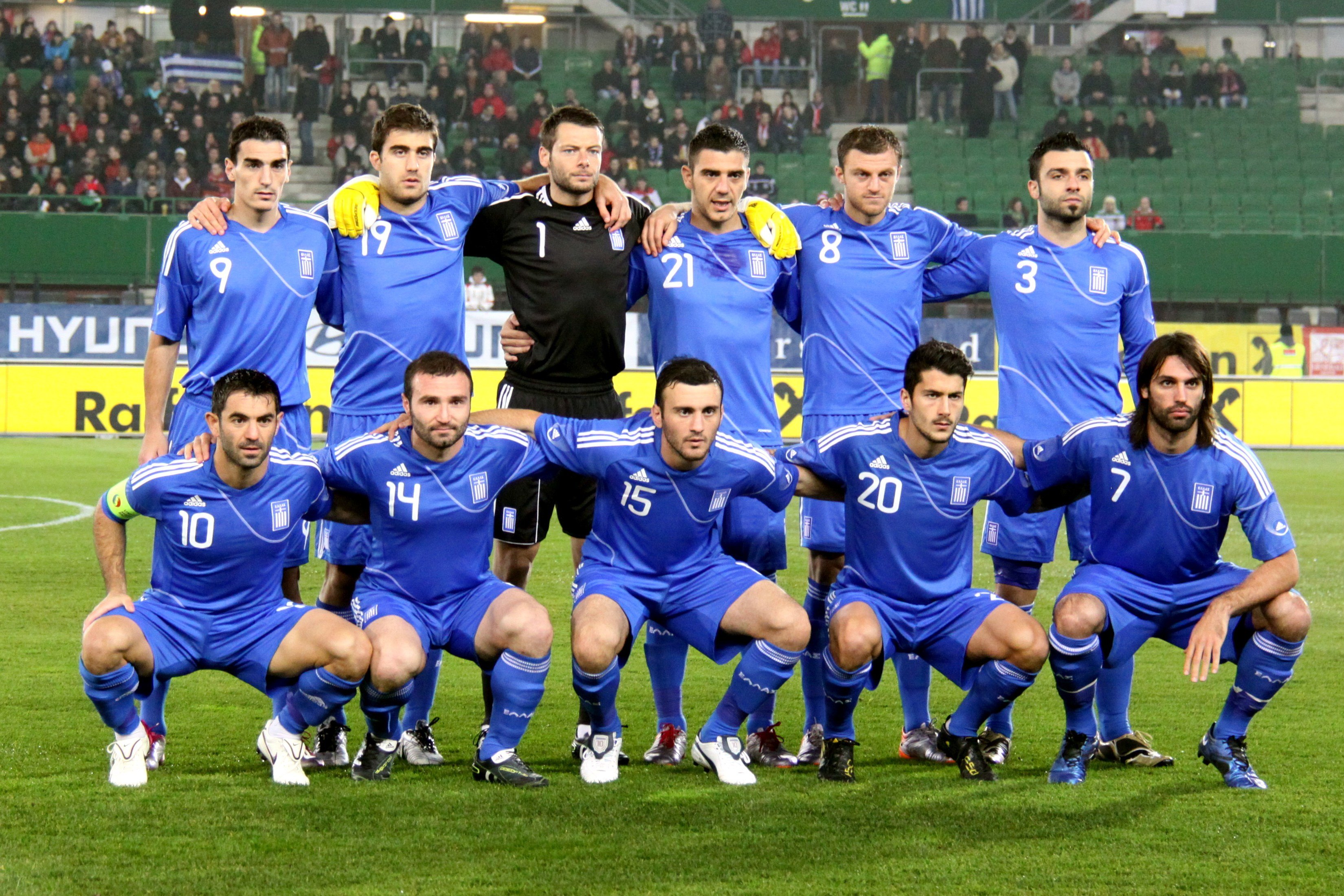
La nazionale della Grecia in campo allo stadio Ernst Happel contro l' il 17 novembre 2010.

| Pos. | Giocatore                 | Presenze | Reti | Periodo   |
| ---- | ------------------------- | -------- | ---- | --------- |
| 1    | Giōrgos Karagkounīs       | 139      | 10   | 1999-2014 |
| 2    | Theodōros Zagorakīs       | 120      | 3    | 1994-2007 |
| 3    | Kōstas Katsouranīs        | 116      | 10   | 2003-2015 |
| 4    | Vasilīs Torosidīs         | 101      | 10   | 2007-2019 |
| 5    | Angelos Basinas           | 100      | 7    | 1999-2009 |
| 6    | Stratos Apostolakīs       | 96       | 5    | 1986-1998 |
| 7    | Antōnīs Nikopolidīs       | 90       | 0    | 1999-2008 |
| 7    | Sōkratīs Papastathopoulos | 90       | 3    | 2008-2019 |
| 9    | Angelos Charisteas        | 88       | 25   | 2001-2011 |
| 10   | Dimitris Salpingidis      | 82       | 13   | 2005-2014 |

### Classifica reti

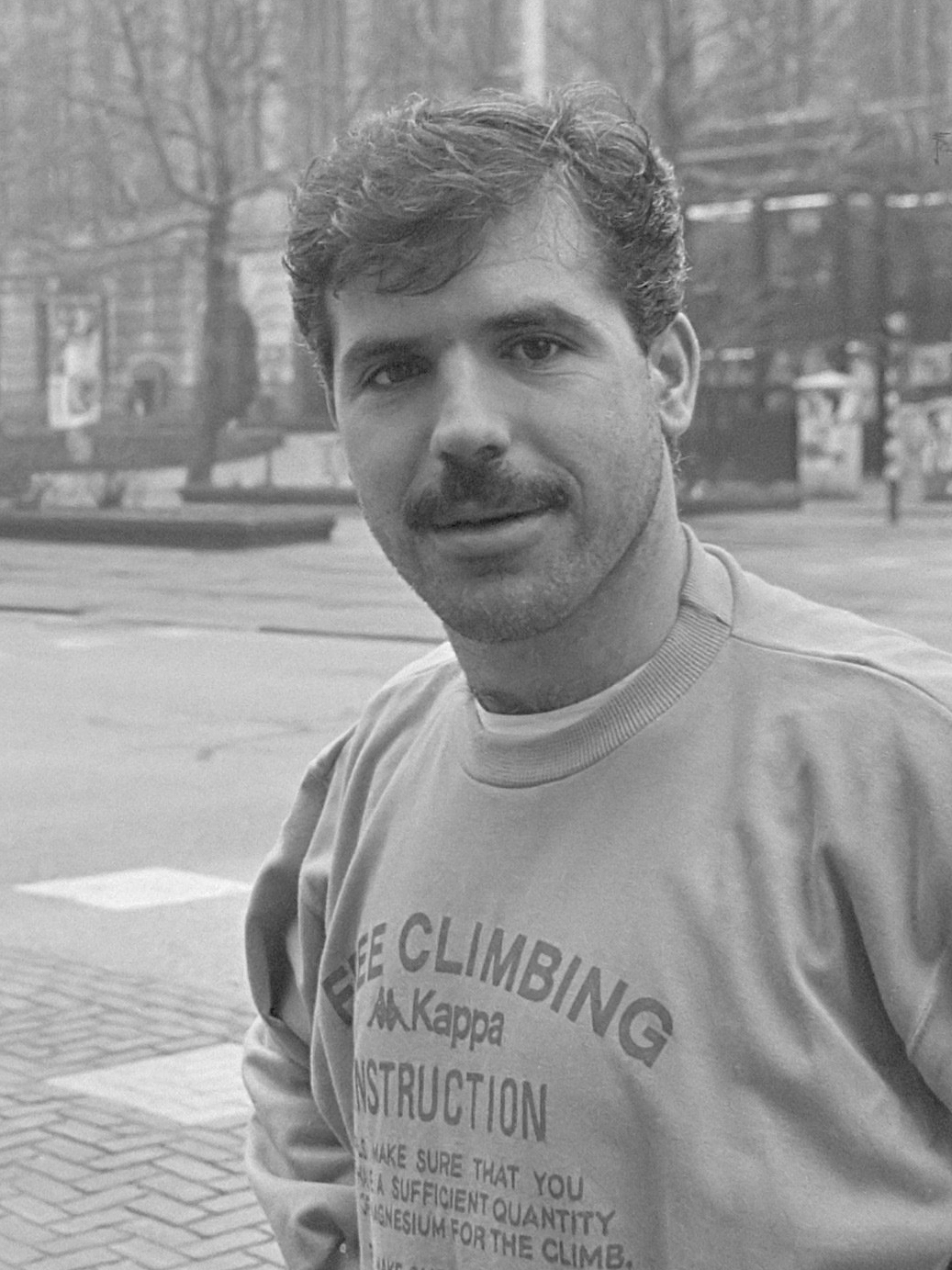
Nikos Anastopoulos, primatista di reti segnate con la nazionale greca (29).

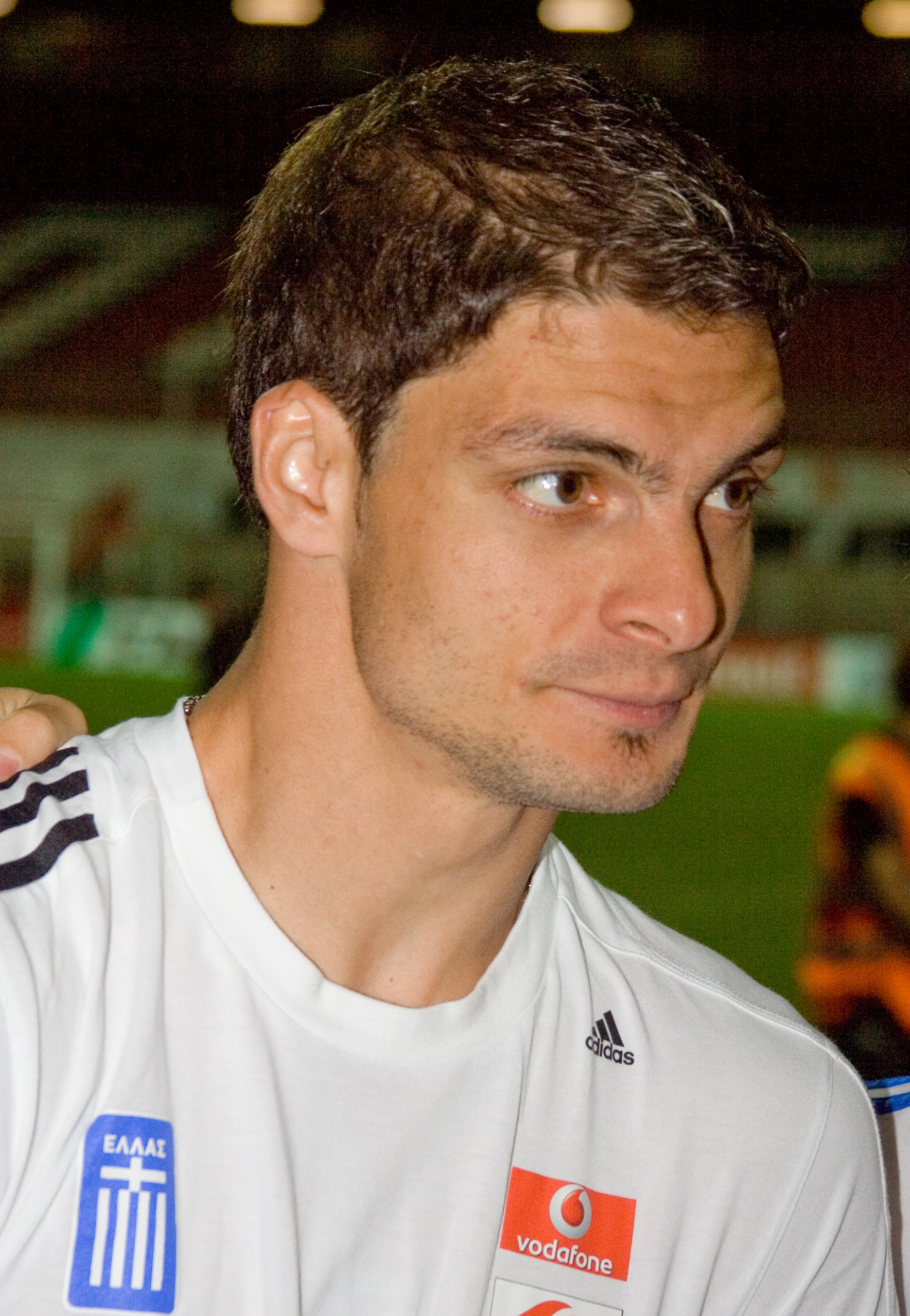
Angelos Charisteas, autore del gol decisivo nella finale del vinto dalla Grecia, è il secondo miglior marcatore di tutti i tempi della nazionale ellenica con 25 reti segnate.

| Pos. | Nome                    | Reti | Pres. | Periodo   |
| ---- | ----------------------- | ---- | ----- | --------- |
| 1    | Nikos Anastopoulos      | 29   | 74    | 1977-1988 |
| 2    | Angelos Charisteas      | 25   | 88    | 2001-2011 |
| 3    | Theofanis Gekas         | 24   | 78    | 2005-2014 |
| 4    | Dīmītrīs Saravakos      | 22   | 78    | 1982-1994 |
| 5    | Mimis Papaioannou       | 21   | 61    | 1963-1978 |
| 6    | Nikos Machlas           | 18   | 61    | 1993-2002 |
| 7    | Konstantinos Mitroglou  | 17   | 65    | 2009-2019 |
| 7    | Demis Nikolaidis        | 17   | 54    | 1995-2004 |
| 7    | Tasos Bakasetas         | 17   | 74    | 2016-     |
| 10   | Panagiōtīs Tsalouchidīs | 16   | 76    | 1987-1995 |

### Capitani
- 1951-1954: Thanasis Bebis
- 1954-1960: Ilias Rosidis
- 1961-1967: Kostas Polychroniou
- 1968-1970: Giōrgos Siderīs
- 1970-1979: Dīmītrīs Domazos
- 1979-1982: Giōrgos Koudas
- 1982: Anthimos Kapsīs
- 1983-1988: Nikos Anastopoulos
- 1988-1994: Tasos Mītropoulos
- 1994-1998: Stratos Apostolakīs
- 1998-1999: Demis Nikolaidis
- 1999-2001: Marinos Ouzounidīs
- 2001-2007: Theodōros Zagorakīs
- 2007-2009: Angelos Basinas
- 2009-2014: Giōrgos Karagkounīs
- 2014: Dīmītrios Salpiggidīs
- 2014-2019: Vasilīs Torosidīs
- 2019-2020: Kōstas Stafylidīs
- 2020-oggi: Anastasios Bakasetas

## Confronti con le altre nazionali

### Saldo positivo
| Nazionale            | Giocate | Vinte | Pareggiate | Perse | Reti fatte | Reti subite | Differenza reti |
| -------------------- | ------- | ----- | ---------- | ----- | ---------- | ----------- | --------------- |
| Cipro                | 30      | 20    | 7          | 3     | 55         | 29          | +26             |
| Ungheria             | 22      | 10    | 6          | 6     | 34         | 39          | -5              |
| Finlandia            | 18      | 9     | 3          | 6     | 29         | 22          | +7              |
| Israele              | 17      | 9     | 5          | 3     | 26         | 20          | +6              |
| Portogallo           | 14      | 5     | 5          | 4     | 18         | 16          | +2              |
| Albania              | 13      | 6     | 3          | 4     | 13         | 10          | +3              |
| Malta                | 12      | 8     | 3          | 1     | 18         | 7           | +11             |
| Bosnia ed Erzegovina | 11      | 5     | 5          | 1     | 17         | 9           | +8              |
| Egitto               | 10      | 5     | 2          | 3     | 18         | 12          | +6              |
| Lussemburgo          | 9       | 8     | 0          | 1     | 17         | 3           | +14             |
| Lettonia             | 8       | 5     | 2          | 1     | 13         | 6           | +7              |
| Norvegia             | 8       | 4     | 2          | 2     | 11         | 9           | +2              |
| Georgia              | 7       | 6     | 1          | 0     | 68         | 11          | +57             |
| Irlanda del Nord     | 7       | 4     | 0          | 3     | 9          | 10          | -1              |
| Armenia              | 6       | 4     | 1          | 1     | 7          | 3           | +4              |
| Estonia              | 6       | 3     | 2          | 1     | 9          | 5           | +4              |
| Moldavia             | 6       | 4     | 1          | 0     | 11         | 2           | +9              |
| Slovenia             | 6       | 3     | 3          | 0     | 11         | 3           | +8              |
| Svezia               | 6       | 2     | 3          | 1     | 8          | 8           | 0               |
| Liechtenstein        | 5       | 4     | 1          | 0     | 8          | 1           | +7              |
| Rep. Ceca            | 5       | 2     | 2          | 1     | 3          | 2           | +1              |
| Slovacchia           | 5       | 3     | 1          | 1     | 6          | 4           | +2              |
| Nigeria              | 4       | 2     | 1          | 1     | 4          | 3           | +1              |
| Etiopia              | 3       | 3     | 0          | 0     | 7          | 3           | +4              |
| Irlanda              | 3       | 2     | 1          | 0     | 2          | 0           | +2              |
| Islanda              | 3       | 2     | 0          | 1     | 4          | 3           | +1              |
| Kazakistan           | 3       | 3     | 0          | 0     | 7          | 2           | +5              |
| Lituania             | 3       | 2     | 0          | 1     | 4          | 2           | +2              |
| Bolivia              | 2       | 1     | 1          | 0     | 2          | 1           | +1              |
| El Salvador          | 2       | 2     | 0          | 0     | 6          | 1           | +5              |
| Gibilterra           | 2       | 2     | 0          | 0     | 8          | 1           | +7              |
| Kosovo               | 2       | 1     | 1          | 0     | 2          | 1           | +1              |
| Palestina            | 2       | 2     | 0          | 0     | 4          | 1           | +3              |
| San Marino           | 2       | 2     | 0          | 0     | 6          | 0           | +6              |
| Siria                | 2       | 2     | 0          | 0     | 12         | 0           | +12             |
| Cile                 | 1       | 1     | 0          | 0     | 1          | 0           | +1              |
| Costa d'Avorio       | 1       | 1     | 0          | 0     | 2          | 1           | +1              |
| Libia                | 1       | 1     | 0          | 0     | 4          | 0           | +4              |
| Montenegro           | 1       | 1     | 0          | 0     | 2          | 1           | +1              |
| Qatar                | 1       | 1     | 0          | 0     | 1          | 0           | +1              |

### Saldo neutro
| Nazionale      | Giocate | Vinte | Pareggiate | Perse | Reti fatte | Reti subite | Differenza reti |
| -------------- | ------- | ----- | ---------- | ----- | ---------- | ----------- | --------------- |
| Austria        | 13      | 4     | 5          | 4     | 20         | 18          | +2              |
| Australia      | 11      | 4     | 3          | 4     | 14         | 14          | 0               |
| Belgio         | 9       | 3     | 3          | 3     | 9          | 10          | -1              |
| Croazia        | 8       | 2     | 4          | 2     | 9          | 10          | -1              |
| Ucraina        | 6       | 2     | 2          | 2     | 3          | 4           | -1              |
| Fær Øer        | 4       | 2     | 0          | 2     | 11         | 4           | +7              |
| Messico        | 4       | 1     | 2          | 1     | 4          | 4           | 0               |
| Arabia Saudita | 3       | 1     | 1          | 1     | 6          | 4           | +2              |
| Bielorussia    | 2       | 1     | 0          | 1     | 1          | 1           | 0               |
| Galles         | 2       | 1     | 0          | 1     | 3          | 4           | -1              |
| Scozia         | 2       | 1     | 0          | 1     | 1          | 1           | 0               |
| Corea del Nord | 1       | 0     | 1          | 0     | 2          | 2           | 0               |
| Costa Rica     | 1       | 0     | 1          | 0     | 1          | 1           | 0               |
| Ecuador        | 1       | 0     | 1          | 0     | 1          | 1           | 0               |
| Ghana          | 1       | 0     | 1          | 0     | 1          | 1           | 0               |
| Marocco        | 1       | 0     | 1          | 0     | 0          | 0           | 0               |
| Stati Uniti    | 1       | 0     | 1          | 0     | 1          | 1           | 0               |

### Saldo negativo
| Nazionale        | Giocate | Vinte | Pareggiate | Perse | Reti fatte | Reti subite | Differenza reti |
| ---------------- | ------- | ----- | ---------- | ----- | ---------- | ----------- | --------------- |
| Romania          | 36      | 8     | 10         | 18    | 40         | 73          | -33             |
| Bulgaria         | 24      | 6     | 6          | 12    | 31         | 43          | -12             |
| Serbia           | 24      | 3     | 3          | 18    | 20         | 67          | -47             |
| Italia           | 19      | 1     | 6          | 12    | 10         | 42          | -32             |
| Polonia          | 18      | 4     | 4          | 10    | 13         | 30          | -17             |
| Danimarca        | 16      | 3     | 4          | 9     | 18         | 34          | -16             |
| Francia          | 14      | 2     | 3          | 9     | 9          | 27          | -18             |
| Svizzera         | 14      | 2     | 4          | 8     | 11         | 18          | -7              |
| Turchia          | 13      | 3     | 3          | 7     | 11         | 18          | -7              |
| Spagna           | 12      | 2     | 2          | 8     | 13         | 28          | -15             |
| Russia           | 11      | 2     | 5          | 4     | 10         | 14          | -4              |
| Unione Sovietica | 11      | 2     | 0          | 9     | 4          | 25          | -21             |
| Germania         | 10      | 0     | 3          | 7     | 10         | 23          | -13             |
| Inghilterra      | 10      | 1     | 2          | 7     | 5          | 24          | -19             |
| Paesi Bassi      | 9       | 1     | 1          | 7     | 3          | 20          | -17             |
| Germania Est     | 8       | 2     | 0          | 6     | 7          | 12          | -5              |
| Cecoslovacchia   | 5       | 0     | 0          | 5     | 2          | 11          | -9              |
| Corea del Sud    | 4       | 0     | 1          | 3     | 1          | 6           | -5              |
| Argentina        | 2       | 0     | 0          | 2     | 0          | 6           | -6              |
| Brasile          | 2       | 0     | 1          | 1     | 0          | 3           | -3              |
| Colombia         | 2       | 0     | 0          | 2     | 0          | 5           | -5              |
| Giappone         | 2       | 0     | 1          | 1     | 0          | 1           | -1              |
| Camerun          | 1       | 0     | 0          | 1     | 0          | 3           | -3              |
| Paraguay         | 1       | 0     | 0          | 1     | 0          | 2           | -2              |
| Senegal          | 1       | 0     | 0          | 1     | 0          | 2           | -2              |

## Posizioni nel ranking FIFA
| Anno | Posizione a dicembre | Pos. più alta dell'anno | Pos. più bassa dell'anno |
| ---- | -------------------- | ----------------------- | ------------------------ |
| 1993 | 34                   | 32                      | 36                       |
| 1994 | 28                   | 28                      | 37                       |
| 1995 | 34                   | 23                      | 34                       |
| 1996 | 35                   | 30                      | 45                       |
| 1997 | 42                   | 29                      | 46                       |
| 1998 | 53                   | 42                      | 66                       |
| 1999 | 34                   | 30                      | 46                       |
| 2000 | 42                   | 31                      | 42                       |
| 2001 | 57                   | 43                      | 61                       |
| 2002 | 48                   | 46                      | 59                       |
| 2003 | 30                   | 26                      | 48                       |
| 2004 | 18                   | 14                      | 36                       |
| 2005 | 16                   | 12                      | 20                       |
| 2006 | 16                   | 14                      | 32                       |
| 2007 | 11                   | 11                      | 16                       |
| 2008 | 20                   | 8                       | 20                       |
| 2009 | 13                   | 11                      | 20                       |
| 2010 | 11                   | 11                      | 13                       |
| 2011 | 14                   | 8                       | 14                       |
| 2012 | 13                   | 10                      | 15                       |
| 2013 | 12                   | 11                      | 16                       |
| 2014 | 24                   | 10                      | 25                       |
| 2015 | 41                   | 24                      | 44                       |